# Phare de Ponta Negra
Pour les articles homonymes, voir Ponta Negra.
Le phare de Ponta Negra est un phare situé sur le promontoire de Ponta Negra dans la municipalité de Vila de Corvo, de l'île de Corvo (Archipel des Açores - Portugal).
Il est géré par l'autorité maritime nationale du Portugal à Oeiras (Grand Lisbonne) .

## Histoire
À l'origine, la tour de signalisation maritime était une structure en fer de 6 mètres de haut, avec une petite cabane annexe métallique, peinte en rouge.
Ce petit phare a été construit en novembre 1910, avec une lumière dioptrique de sixième ordre, fournissant une lumière blanche fixe, visible jusqu'à 10 milles (environ 18 km) et alimentée au gaz d'acétylène. Il se compose d'une petite tour hexagonale, en béton armé peinte en blanc.
Il est érigé sur le promontoire de Ponta Negra, sur la côte sud de l'île de Corvo (à l'ouest du port de Boqueirão) aux côtés des moulins à vent traditionnels. Il se trouve au bord du Caminho dos Moinhos près du moulin le plus occidental du groupe.
En 1955, une modernisation de la lumière a été entreprise. En mai 1956, la nouvelle lumière a été inaugurée, cette fois en utilisant une lumière dioptrique de quatrième ordre, avec un groupe de deux éclats blancs d'une portée de 15 miles (environ 28 km). En février 1987, l'alimentation du phare a été converti en panneaux photovoltaïques avec un système de réserve de batterie solaire par la première décennie du 21e siècle. Le phare émet actuellement un eclat blanc, toutes les 5 secondes, à une hauteur focale de 22 m et visible jusqu'à 6 milles nautiques (environ 10 km).
Identifiant : Amirauté : D2712 - NGA : 23280 .

### Liens connexes
- Liste des phares des Açores